# North Hertfordshire
North Hertfordshire ist ein District in der Grafschaft Hertfordshire in England. Verwaltungssitz ist Letchworth Garden City; weitere bedeutende Orte sind Baldock, Hitchin, Royston und St Ippolyts.
Der Bezirk wurde am 1. April 1974 gebildet und entstand aus der Fusion der Städte Baldock, Hitchin, Letchworth und Royston sowie der Rural District Hitchin.
Koordinaten: 52° 0′ N, 0° 12′ W